# Prosper Claeys
Pour les articles homonymes, voir Claeys.
Prosper Claeys (Gand, 10 janvier 1834 - Gand, 7 mai 1910) est un homme politique libéral flamand et écrivain belge francophone.

## Biographie
Après des études de droit à l'Université de Gand il s'inscrit comme avocat au barreau de Gand.
De 1865 à 1870 il est député provincial libéral de Flandre-Orientale.
Son œuvre majeure est l'Histoire du théâtre à Gand, en 3 volumes.

## Œuvres principales
- Pages d'histoire gantoise, Gand, J. Vuylsteke, 1885-1894, 3 vol.
- Histoire du théâtre à Gand, Gand, J. Vuylsteke, 1892, 3 vol.

## Hommages
Une rue porte son nom à Gand.